# Huperzia
Huperzia és un gènere de plantes vasculars sense llavors de la família de les licopodiàcies. Aquests gènere tradicionalment ha estat inclòs dins el gènere Lycopodium, però la tendència actual en els tractaments sistemàtics més recents, ha estat per fer-ne un gènere separat, fins i tot en la seva pròpia família (Huperziaceae) però sembla que aquesta nova categoria encara no ha estat reconeguda globalment.
El gènere està dedicat al botànic Johann Meter Huperz (mort el 1816) que va estudiar la propagació de les falgueres.
Hi ha unes 100 espècies al món, al voltant de 10 d'elles presenta a  Europa. A Catalunya trobem una única espècie, Huperzia selago (L.) Bernh. (= Lycopodium selago).